# 辛克拉
辛克拉（西班牙語：Cinquera），是薩爾瓦多的城鎮，位於該國東北部，由卡瓦尼亞斯省負責管轄，面積34.51平方公里，海拔高度447米，2013年人口758，人口密度每平方公里21.96人。
13°53′N 88°58′W / 13.883°N 88.967°W